# Gordon D. Fox
Gordon D. Fox (* 21. Dezember 1961 in Providence, Rhode Island) ist ein US-amerikanischer Politiker.

## Leben
Fox besuchte das Providence College sowie das Rhode Island College und studierte Rechtswissenschaften an der Northeastern University in Boston. Nach seinem Studium war er als Rechtsanwalt tätig. Er war von 1992 bis Januar 2015 Abgeordneter im Repräsentantenhaus von Rhode Island. Als Nachfolger von William J. Murphy war er seit Februar 2010 Speaker dieser Parlamentskammer. Sein Nachfolger im Wahldistrikt wurde J. Aaron Regunberg. Fox ist Mitglied der Demokratischen Partei. Mit seinem langjährigen Lebensgefährten Marcus LaFond lebt er in Providence.